# 特拉蒙拉叙
特拉蒙拉叙（法語：Tramont-Lassus）是法国默尔特-摩泽尔省的一个市镇，位于该省南部，属于图勒区。该市镇总面积5.76平方公里，2009年时的人口为81人。

## 人口
特拉蒙拉叙人口变化图示